# STAR LIGHT (光GENJIの曲)
「STAR LIGHT」（スターライト）は、日本の男性アイドルグループである光GENJIの楽曲。同グループのデビュー・シングルとして、1987年8月19日にキャニオン・レコード（現・ポニーキャニオン）からリリースされた。

## 制作

### STAR LIGHT
チャゲ&飛鳥が光GENJIに提供した最初のシングルで、のちに3部作と呼ばれる一連の第1作目となる楽曲。当時、コンピュータによるレコーディング技術が導入され、楽曲提供者である飛鳥涼（現・ASKA）もレコーディング作業を習得していた。そのことを知ったジャニー喜多川はスタッフと協議し「これからデビューさせるグループをシンガーソングライターに任せよう」と方針を固め、ジャニー自らが楽曲制作を依頼した。その際、飛鳥から出された「自分たちにも冒険。楽曲の良さとは関係ない売れ方をするかも知れない。3曲はやらせて欲しい」と条件を付けた上で、承諾したという。
ポップなAメロとBメロ前半をCHAGE、Bメロ後半の歌詞「カッコ悪いと思わない」の箇所からサビとCメロを飛鳥がそれぞれ作曲した。アルバム『光GENJI』に収録されているバージョンは飛鳥涼によって新たに歌詞とメロディが追加されている。

### ROLLING STOCK
ローラースケートを装着した俳優が演じることで知られるイギリスのミュージカル『スターライトエクスプレス』の楽曲。発売当時、日本公演宣伝のイメージソングとして使用された。

## パフォーマンス
振付は、メンバー全員による7人バージョン、山本淳一が足の手術で参加していない6人バージョン、赤坂晃と佐藤敦啓の2人が労働基準法のため参加できない場合の5人バージョン、前述の3人が参加していない4人バージョンがあった。

## 記録
オリコンシングルチャート初登場1位を獲得した。同チャートでデビュー・シングルが初登場1位を獲得するのはジャニーズ事務所所属者としては近藤真彦、少年隊以来3組目となった。
シングルの売上（出荷）枚数は公称で85万枚。

### 音楽祭受賞歴
| 年     | 音楽賞                        | 結果                               | 出典  |
| ------ | ----------------------------- | ---------------------------------- | ----- |
| 1988年 | 第2回日本ゴールドディスク大賞 | ベスト・シングル・オブ・ザ・イヤー | [ 6 ] |

## 収録曲
| 全編曲: 佐藤準。 |                   |                                      |                     |      |
| #                | タイトル          | 作詞                                 | 作曲                | 時間 |
| 1.               | 「STAR LIGHT」    | 飛鳥涼                               | チャゲ&飛鳥         | 4:12 |
| 2.               | 「ROLLING STOCK」 | - RICHARD STILGOE - 日本語詞: 高柳恋 | ANDREW LLOYD WEBBER | 3:04 |
| 合計時間:        | 合計時間:         | 合計時間:                            | 合計時間:           | 7:16 |

| 全編曲: 佐藤準。 |                                         |                                      |                     |       |
| #                | タイトル                                | 作詞                                 | 作曲                | 時間  |
| 1.               | 「STAR LIGHT」(歌入り)                  | 飛鳥涼                               | チャゲ&飛鳥         | 4:12  |
| 2.               | 「STAR LIGHT」(オリジナル・カラオケ)    |                                      |                     | 4:12  |
| 3.               | 「ROLLING STOCK」(歌入り)               | - RICHARD STILGOE - 日本語詞: 高柳恋 | ANDREW LLOYD WEBBER | 3:04  |
| 4.               | 「ROLLING STOCK」(オリジナル・カラオケ) |                                      |                     | 3:04  |
| 合計時間:        | 合計時間:                               | 合計時間:                            | 合計時間:           | 14:32 |

## リリース履歴
| 規格            | 発売日         | レーベル             | 品番       |
| --------------- | -------------- | -------------------- | ---------- |
| 7インチレコード | 1987年8月19日  | キャニオン・レコード | 7A 0759    |
| CT              | 1987年8月19日  | キャニオン・レコード | 10P 3134   |
| 8cmCD           | 1989年11月21日 | ポニーキャニオン     | PCDA-00031 |

## 映像作品
STAR LIGHT
- 太陽がいっぱい
- 少年武道館 〜少年御三家新春一番歌いぞめ〜
- 光GENJI ファーストライブ
- 少年武道館II
- コンサートであおう!
- '94 SUMMER CONCERT FOREVER YOURS
- Bye-Bye for Tomorrow See You Again P/S I LOVE YOU（ファンクラブ限定販売）
- P/S I LOVE YOU